# Safe in Jail
Safe in Jail er en amerikansk stumfilm fra 1913 af Mack Sennett.

## Medvirkende
- Roscoe 'Fatty' Arbuckle
- Charles Avery
- Edgar Kennedy
- Hank Mann
- Charles Murray